# Grand Prix automobile du Brésil 2010
GP précédent GP suivant
Le Grand Prix automobile du Brésil 2010 (Formula 1 Grande Prêmio Petrobras do Brasil 2010), disputé sur l'Autodromo José Carlos Pace le 7 novembre 2010, est la trente-huitième édition du Grand Prix, la 838e épreuve du championnat du monde de Formule 1 courue depuis 1950 et la dix-huitième manche du championnat 2010.

## Essais libres

### Vendredi matin
| Pos. | Pilote           | Voiture          | Chrono         | Écart     |
| ---- | ---------------- | ---------------- | -------------- | --------- |
| 1    | Sebastian Vettel | Red Bull-Renault | 1 min 12 s 328 |           |
| 2    | Mark Webber      | Red Bull-Renault | 1 min 12 s 810 | + 0 s 482 |
| 3    | Lewis Hamilton   | McLaren-Mercedes | 1 min 12 s 845 | + 0 s 517 |
| 4    | Jenson Button    | McLaren-Mercedes | 1 min 13 s 267 | + 0 s 939 |
| 5    | Robert Kubica    | Renault          | 1 min 13 s 370 | + 1 s 042 |
| 6    | Nico Rosberg     | Mercedes         | 1 min 13 s 516 | + 1 s 188 |

- Note : Jérôme d'Ambrosio, pilote essayeur chez Virgin Racing, remplace Lucas di Grassi lors de cette séance d'essais.

### Vendredi après-midi
| Pos. | Pilote           | Voiture          | Chrono         | Écart     |
| ---- | ---------------- | ---------------- | -------------- | --------- |
| 1    | Sebastian Vettel | Red Bull-Renault | 1 min 11 s 968 |           |
| 2    | Mark Webber      | Red Bull-Renault | 1 min 12 s 072 | + 0 s 104 |
| 3    | Fernando Alonso  | Ferrari          | 1 min 12 s 328 | + 0 s 360 |
| 4    | Lewis Hamilton   | McLaren-Mercedes | 1 min 12 s 656 | + 0 s 688 |
| 5    | Felipe Massa     | Ferrari          | 1 min 12 s 677 | + 0 s 709 |
| 6    | Robert Kubica    | Renault          | 1 min 12 s 882 | + 0 s 914 |

### Samedi matin
| Pos. | Pilote           | Voiture          | Chrono         | Écart     |
| ---- | ---------------- | ---------------- | -------------- | --------- |
| 1    | Robert Kubica    | Renault          | 1 min 19 s 191 |           |
| 2    | Sebastian Vettel | Red Bull-Renault | 1 min 19 s 500 | + 0 s 309 |
| 3    | Lewis Hamilton   | McLaren-Mercedes | 1 min 19 s 536 | + 0 s 345 |
| 4    | Felipe Massa     | Ferrari          | 1 min 19 s 735 | + 0 s 544 |
| 5    | Fernando Alonso  | Ferrari          | 1 min 19 s 791 | + 0 s 600 |
| 6    | Vitaly Petrov    | Renault          | 1 min 19 s 887 | + 0 s 696 |

## Grille de départ
| Pos. | Pilote             | Écurie               | Qualifications 1 | Qualifications 2 | Qualifications 3 |
| ---- | ------------------ | -------------------- | ---------------- | ---------------- | ---------------- |
| 1    | Nico Hülkenberg    | Williams-Cosworth    | 1 min 20 s 050   | 1 min 19 s 144   | 1 min 14 s 470   |
| 2    | Sebastian Vettel   | Red Bull-Renault     | 1 min 19 s 160   | 1 min 18 s 691   | 1 min 15 s 519   |
| 3    | Mark Webber        | Red Bull-Renault     | 1 min 19 s 025   | 1 min 18 s 516   | 1 min 15 s 637   |
| 4    | Lewis Hamilton     | McLaren-Mercedes     | 1 min 19 s 931   | 1 min 18 s 921   | 1 min 15 s 747   |
| 5    | Fernando Alonso    | Ferrari              | 1 min 18 s 987   | 1 min 19 s 010   | 1 min 15 s 989   |
| 6    | Rubens Barrichello | Williams-Cosworth    | 1 min 19 s 799   | 1 min 18 s 925   | 1 min 16 s 203   |
| 7    | Robert Kubica      | Renault              | 1 min 19 s 249   | 1 min 18 s 877   | 1 min 16 s 552   |
| 8    | Michael Schumacher | Mercedes             | 1 min 19 s 879   | 1 min 18 s 923   | 1 min 16 s 925   |
| 9    | Felipe Massa       | Ferrari              | 1 min 19 s 778   | 1 min 19 s 200   | 1 min 17 s 101   |
| 10   | Vitaly Petrov      | Renault              | 1 min 20 s 189   | 1 min 19 s 153   | 1 min 17 s 656   |
| 11   | Jenson Button      | McLaren-Mercedes     | 1 min 19 s 905   | 1 min 19 s 288   |                  |
| 12   | Kamui Kobayashi    | BMW Sauber-Ferrari   | 1 min 19 s 741   | 1 min 19 s 385   |                  |
| 13   | Nico Rosberg       | Mercedes             | 1 min 20 s 153   | 1 min 19 s 486   |                  |
| 14   | Jaime Alguersuari  | Toro Rosso-Ferrari   | 1 min 20 s 158   | 1 min 19 s 581   |                  |
| 15   | Nick Heidfeld      | BMW Sauber-Ferrari   | 1 min 20 s 174   | 1 min 19 s 899   |                  |
| 16   | Vitantonio Liuzzi  | Force India-Mercedes | 1 min 20 s 592   | 1 min 20 s 357   |                  |
| 17   | Timo Glock         | Virgin-Cosworth      | 1 min 22 s 130   |                  |                  |
| 18   | Jarno Trulli       | Lotus-Cosworth       | 1 min 22 s 250   |                  |                  |
| 19   | Heikki Kovalainen  | Lotus-Cosworth       | 1 min 22 s 378   |                  |                  |
| 20   | Sébastien Buemi    | Toro Rosso-Ferrari   | 1 min 20 s 096   | 1 min 19 s 847   |                  |
| 21   | Lucas di Grassi    | Virgin-Cosworth      | 1 min 22 s 810   |                  |                  |
| 22   | Christian Klien    | HRT-Cosworth         | 1 min 23 s 483   |                  |                  |
| 23   | Adrian Sutil       | Force India-Mercedes | 1 min 20 s 830   |                  |                  |
| 24   | Bruno Senna        | HRT-Cosworth         | 1 min 23 s 796   |                  |                  |

- Notes:
  - Sébastien Buemi, auteur du 15e temps des qualifications, est pénalisé de cinq places sur la grille de départ pour son accrochage avec Timo Glock au Grand Prix de Corée. Il partira de la 20e place sur la grille de départ.

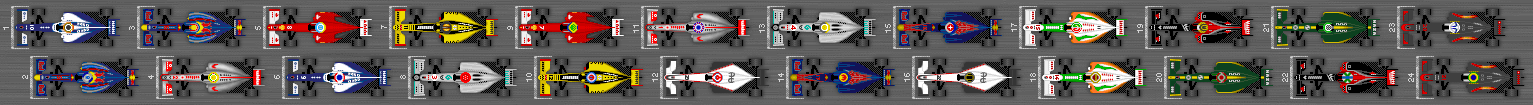
La grille de qualification du Grand Prix.

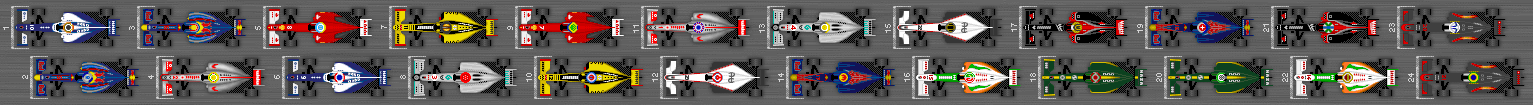
La grille de départ du Grand Prix.

  - Adrian Sutil, auteur du 18e temps des qualifications, est pénalisé de cinq places sur la grille de départ à la suite de son accrochage avec Kamui Kobayashi au quarante-septième tour du Grand Prix de Corée. Il partira de la 23e place sur la grille de départ.

## Course

### Déroulement de l'épreuve
À l’occasion de l’avant-dernière manche du championnat du monde, disputé sous un temps ensoleillé, Fernando Alonso est le seul pilote en mesure de remporter le titre au terme de la course s'il inscrit 15 points de plus que Mark Webber, 5 de plus que Lewis Hamilton et finit la course devant Sebastian Vettel. 23 pilotes se présentent en piste car Christian Klien a un souci durant son tour de mise en grille et rentre à son stand. À l’extinction des feux, Vettel prend la tête dans le premier virage devant le poleman Nico Hülkenberg, doublé quelques instants plus tard par Webber.
Au premier passage, Vettel devance Webber, Hülkenberg, Alonso, Hamilton, Robert Kubica, Rubens Barrichello, Felipe Massa, Jenson Button, Michael Schumacher, Nico Rosberg et Nick Heidfeld. Alonso attaque à plusieurs reprises Hülkenberg, sans trouver l’ouverture et, au quatrième passage, compte déjà 6 secondes de retard sur Vettel et plus de 4 secondes sur Webber. L'Espagnol perd deux secondes au tour sur Vettel mais parvient à prendre l’avantage sur Hülkenberg au sixième tour. Au neuvième passage sur la ligne, Vettel est en tête devant Webber à 2 s, Alonso à 12 s, Hülkenberg à 15 s, Hamilton à 16 s, Kubica et Barrichello à 17 s, Massa et Schumacher à 18 s et Button à 19 s. Hamilton ne parvient pas à passer Hülkenberg pourtant moins rapide.
Jenson Button ouvre le bal des arrêts au stand et rentre changer ses pneus au onzième tour. Massa l’imite au douzième et Barrichello au treizième. Massa, victime d’une roue mal serrée, s'arrête à nouveau au tour suivant. Hülkenberg, Kubica, Heidfeld stoppent au quatorzième tour, Hamilton et Schumacher au vingtième, Alonso au vingt-quatrième, Vettel au vingt-cinquième, Webber et Rosberg au vingt-sixième tour. Au vingt-septième passage, Vettel devance Webber de 3 s, Alonso de 13 s, Hamilton de 25 s. Kobayashi, Button, Rosberg, Sutil, Schumacher et Hülkenberg suivent mais Kamui Kobayashi et Adrian Sutil n’ont pas encore changé de pneus. Lucas di Grassi change ses pneus au vingt-neuvième tour alors que Barrichello et Jaime Alguersuari se frottent quelques minutes plus tard : Barrichello doit rejoindre son stand avec un pneu crevé.
Au quarante-et-unième tour, Vettel est toujours en tête devant Webber à 2 s, Alonso à 17 s, Hamilton à 28 s, Button à 37 s, Rosberg à 48 s, Kobayashi, Sutil (qui n’ont toujours pas changé leurs pneus), Schumacher et Hülkenberg. Webber se rapproche petit à petit de son coéquipier lorsque Vitantonio Liuzzi détruit sa monoplace dans un mur de pneus, provoquant la sortie de la voiture de sécurité. Sutil, Heidfeld, Massa, Petrov, Hamilton, Rosberg, Klien et Button profitent de la neutralisation pour changer de pneus. Au cinquante-troisième tour, derrière la voiture de sécurité, Vettel précède Webber, Alonso, Hamilton, Button, Schumacher, Rosberg, Hülkenberg, Kubica, Alguersuari, Buemi, Kobayashi, Sutil, Heidfeld, Massa, Vitaly Petrov, Barrichello, Heikki Kovalainen, Jarno Trulli, Timo Glock, Bruno Senna. Rosberg s’arrête au tour suivant chausser des pneus tendres.
À la relance, au cinquante-cinquième tour, Vettel prend le large devant Webber, Alonso, Hamilton, Button, Rosberg, Schumacher, Hülkenberg, Kubica et Alguersuari. Le classement n’évolue plus jusqu’au drapeau à damier, sauf pour Alguersuari qui se fait ravir le point de la dixième place par Kobayashi. Vettel et Webber, en signant un doublé, permettent à Red Bull Racing de décrocher son premier titre mondial des constructeurs. Fernando Alonso conserve la tête du championnat devant Webber et Vettel qui devance désormais Hamilton. Le champion du monde en titre, Jenson Button, est désormais écarté de la course au titre.

### Classement de la course
| Pos. | no | Pilote             | Écurie               | Tours | Temps/Abandon                      | Grille | Points |
| ---- | -- | ------------------ | -------------------- | ----- | ---------------------------------- | ------ | ------ |
| 1    | 5  | Sebastian Vettel   | Red Bull-Renault     | 71    | 1 h 33 min 11 s 803 (196,944 km/h) | 2      | 25     |
| 2    | 6  | Mark Webber        | Red Bull-Renault     | 71    | + 4 s 243                          | 3      | 18     |
| 3    | 8  | Fernando Alonso    | Ferrari              | 71    | + 6 s 807                          | 5      | 15     |
| 4    | 2  | Lewis Hamilton     | McLaren-Mercedes     | 71    | + 14 s 634                         | 4      | 12     |
| 5    | 1  | Jenson Button      | McLaren-Mercedes     | 71    | + 15 s 593                         | 11     | 10     |
| 6    | 4  | Nico Rosberg       | Mercedes             | 71    | + 35 s 320                         | 13     | 8      |
| 7    | 3  | Michael Schumacher | Mercedes             | 71    | + 43 s 456                         | 8      | 6      |
| 8    | 10 | Nico Hülkenberg    | Williams-Cosworth    | 70    | + 1 tour                           | 1      | 4      |
| 9    | 11 | Robert Kubica      | Renault              | 70    | + 1 tour                           | 7      | 2      |
| 10   | 23 | Kamui Kobayashi    | BMW Sauber-Ferrari   | 70    | + 1 tour                           | 12     | 1      |
| 11   | 17 | Jaime Alguersuari  | Toro Rosso-Ferrari   | 70    | + 1 tour                           | 14     |        |
| 12   | 14 | Adrian Sutil       | Force India-Mercedes | 70    | + 1 tour                           | 22     |        |
| 13   | 16 | Sébastien Buemi    | Toro Rosso-Ferrari   | 70    | + 1 tour                           | 19     |        |
| 14   | 9  | Rubens Barrichello | Williams-Cosworth    | 70    | + 1 tour                           | 6      |        |
| 15   | 7  | Felipe Massa       | Ferrari              | 70    | + 1 tour                           | 9      |        |
| 16   | 12 | Vitaly Petrov      | Renault              | 70    | + 1 tour                           | 10     |        |
| 17   | 22 | Nick Heidfeld      | BMW Sauber-Ferrari   | 70    | + 1 tour                           | 15     |        |
| 18   | 19 | Heikki Kovalainen  | Lotus-Cosworth       | 69    | + 2 tours                          | 20     |        |
| 19   | 18 | Jarno Trulli       | Lotus-Cosworth       | 69    | + 2 tours                          | 18     |        |
| 20   | 24 | Timo Glock         | Virgin-Cosworth      | 69    | + 2 tours                          | 17     |        |
| 21   | 21 | Bruno Senna        | HRT-Cosworth         | 69    | + 2 tours                          | 24     |        |
| 22   | 20 | Christian Klien    | HRT-Cosworth         | 65    | + 6 tours                          | 23     |        |
| Nc   | 25 | Lucas di Grassi    | Virgin-Cosworth      | 62    | + 9 tours                          | 21     |        |
| Abd. | 15 | Vitantonio Liuzzi  | Force India-Mercedes | 49    | Accident                           | 16     |        |

### Pole position et record du tour
- Pole position :  Nico Hülkenberg (Williams-Cosworth) en 1 min 14 s 470 (208,304 km/h).
- Meilleur tour en course :  Lewis Hamilton (McLaren-Mercedes) en 1 min 13 s 851 (210,050 km/h) au soixante-sixième tour.

### Tours en tête
- Sebastian Vettel (Red Bull-Renault) : 69 tours (1-24 / 27-71)
- Mark Webber (Red Bull-Renault) : 2 tours (25-26)

## Classements généraux à l'issue de la course
| Pos. | Pilote             | Écurie               | Points |
| ---- | ------------------ | -------------------- | ------ |
| 1    | Fernando Alonso    | Ferrari              | 246    |
| 2    | Mark Webber        | Red Bull-Renault     | 238    |
| 3    | Sebastian Vettel   | Red Bull-Renault     | 231    |
| 4    | Lewis Hamilton     | McLaren-Mercedes     | 222    |
| 5    | Jenson Button      | McLaren-Mercedes     | 199    |
| 6    | Felipe Massa       | Ferrari              | 143    |
| 7    | Nico Rosberg       | Mercedes             | 130    |
| 8    | Robert Kubica      | Renault              | 126    |
| 9    | Michael Schumacher | Mercedes             | 72     |
| 10   | Rubens Barrichello | Williams-Cosworth    | 47     |
| 11   | Adrian Sutil       | Force India-Mercedes | 47     |
| 12   | Kamui Kobayashi    | BMW Sauber-Ferrari   | 32     |
| 13   | Nico Hülkenberg    | Williams-Cosworth    | 22     |
| 14   | Vitantonio Liuzzi  | Force India-Mercedes | 21     |
| 15   | Vitaly Petrov      | Renault              | 19     |
| 16   | Sébastien Buemi    | Toro Rosso-Ferrari   | 8      |
| 17   | Pedro de la Rosa   | BMW Sauber-Ferrari   | 6      |
| 18   | Nick Heidfeld      | BMW Sauber-Ferrari   | 6      |
| 19   | Jaime Alguersuari  | Toro Rosso-Ferrari   | 3      |

| Pos.     | Écurie               | Points |
| -------- | -------------------- | ------ |
| Champion | Red Bull-Renault     | 469    |
| 2        | McLaren-Mercedes     | 421    |
| 3        | Ferrari              | 389    |
| 4        | Mercedes             | 202    |
| 5        | Renault              | 145    |
| 6        | Williams-Cosworth    | 69     |
| 7        | Force India-Mercedes | 68     |
| 8        | BMW Sauber-Ferrari   | 44     |
| 9        | Toro Rosso-Ferrari   | 11     |

## Statistiques
- 1re pole position de sa carrière pour Nico Hülkenberg.
- 1re pole position pour Cosworth en tant que motoriste indépendant.
- 1er titre de champion du monde des constructeurs pour l'écurie Red Bull.
- 9e victoire de sa carrière pour Sebastian Vettel.
- 14e victoire pour Red Bull en tant que constructeur.
- 8e doublé pour Red Bull en tant que constructeur.
- 129e victoire pour Renault en tant que motoriste.
- Sebastian Vettel passe la barre des 600 tours en tête d'un Grand Prix (606 tours).
- Mark Webber passe la barre des 400 points inscrits en championnat du monde (407,5 points).
- Nico Rosberg passe la barre des 200 points inscrits en championnat du monde (205,5 points).
- 300e Grand Prix pour un moteur Mercedes.
- Nico Hülkenberg signe la 126e pole position de Williams. L'écurie britannique n'avait plus décroché la pole depuis le Grand Prix d'Europe 2005 grâce à Nick Heidfeld.
- Christian Klien remplace Sakon Yamamoto chez HRT. Le pilote autrichien avait déjà remplacé le Japonais lors du Grand Prix de Singapour.
- Johnny Herbert (161 départs en Grands Prix de Formule 1 dont 3 victoires, vainqueur des 24 Heures du Mans 1991 et champion de Speedcar Series en 2008) a été nommé conseiller par la FIA pour aider dans leurs jugements le groupe des commissaires de course lors de ce Grand Prix. Il a déjà tenu ce rôle lors des Grand Prix automobile de Malaisie 2010 et Grand Prix automobile de Turquie 2010.